# جیوسپه پروکتی
جیوسپه پروکتی (به ایتالیایی: Giuseppe Peruchetti) بازیکن فوتبال و اهل ایتالیا است 

## تیم ملی
از سال ۱۹۳۶ میلادی عضو تیم ملی فوتبال ایتالیا بوده و در ۲ بازی ملی حضور داشته‌است. او در بازی‌های ملی‌اش ۳ گل دریافت کرد.
جیوسپه پروکتی آخرین بازی ملی خود را در سال ۱۹۳۶ میلادی انجام داد.